# Puerto Pirámides
Puerto Pirámides je argentinsko mesto v departmaju Biedma v provinci Chubut. Ob popisu leta 2001 [INDEC] je bilo 429 prebivalcev, 2010 pa 565 prebivalcev.. Je edino mesto na polotoku Valdes. Nastanek sega v leta 1898, ko so soline v celinskih vodah izkoriščali za sol.
Eden od šestih naravnih rezervatov ob polotoku Valdés, rezervat Punta Pirámide, je bil ustanovljen leta 1974. Edino mesto na polotoku Valdés, Puerto Pirámides, je postalo eno najpomembnejših destinacij za opazovanje kitov na svetu; občina ima šest hotelov, 15 koč in dva kampa. Je edino naseljeno središče in servisni center na polotoku Valdés, območju, ki ga je Unesco razglasil za svetovno dediščino.
Leta 1972 je v Puerto Pirámides prispel Jacques Cousteau na ladji Calypso in videl, da so v zalivu  kiti, ki se odpravijo v zaliv San José, da bi se parili in dobili svoje mladiče. Takrat so nekateri potapljači videli zanimanje, ki so ga vzbudili pri redkih turistih, ki so obiskali območje in se s svojimi čolni začeli odpravljati na izlete. Nato je bilo ustanovljeno prvo pristaniško podjetje za opazovanje kitov in navtične dejavnosti. Leta 2014 je bila na tem območju nameščena rumena podmornica, polpodvodno plovilo za opazovanje kitov.

## Zgodovina

### Trdnjava San José
Regijo so naseljevali Tehuelči. Januarja 1779 je odprava pod poveljstvom Juana de la Piedre odkrila zaliv San José. Izkrcavanje je potekalo na pozneje znani plaži Villarino.
Ukaz kralja Karla III. je uredil, da se te dežele naselijo s kmeti, obrtniki in do 200 družinami, ustanoviti pa je bilo treba garnizone, da se zagotovi prevlado krone.
Tako so 20. januarja istega leta začeli graditi prve stavbe in vrisovati namakalne kanale. Ustanovljena je bila utrdba Fuerte y Puerto de San José de la Candelaria. Kmalu zatem se je določen del prebivalstva zaradi težkih razmer, ki so nastale zaradi pomanjkanja pitne vode, preselil na novo lokacijo, ustanovljeno v mestu Biedma-Carmen de Patagones.
Nazadnje so leta 1810 divji Tehuelči uničili trdnjavo, ki se je takrat imenovala Candelaria. Šele po osvojitvi puščave so mesto ponovno naselili belci. Leta kasneje, konec 19. stoletja, se je začelo izkoriščanje soli v Salinas Grandes, in nastalo je naselje Puerto San José.

### Železnica
Okoli leta 1898 je bilo ustanovljeno podjetje za učinkovitejše izkoriščanje soli. Ladijsko območje je zaradi naravnih pogojev v pristanišču postalo Puerto Pirámides, Puerto San José pa je 7. julija 1900 pooblaščen za ustanovitev Ferrocarril de Península Valdés. To se šteje za datum ustanovitve mesta. Železnica je povzročila poselitev naseljencev, delavnic, skladišč in različnih služb okoli postaje.
Tu se je začela gradnja proge. Za dela je bil postavljen tabor velikih šotorov, v katerem so bili delavci in njihove družine. V mladem mestu so bili zgrajeni hotel, policijska postaja, sedež uprave, skladišče goriva in lopa za kovačnico ter mehanična delavnica, ki je služila kot skladišče proge. Kasneje so bili zgrajeni pošta, telegraf in hiše za glavnega inženirja, glavnega gasilca, kovača, menjalca denarja in borzo. Večina stavb je bila iz lesa in zložene železne pločevine.
Medtem je okrog leta 1900 Lorenzo Machinea pridobil uradno in ekskluzivno koncesijo za izkoriščanje ribogojnic na polotoku, katerih uprava je bila v Puerto Pirámidesu. Te prakse so sedaj prepovedane.
Tako kot na celotni dolžini vzhodne patagonske obale je bila tudi tu za naseljevanje prebivalstva temeljna težava pitna voda, saj je slanost voda skorajda onemogočila obstoj skupnosti.
Kot rezultat pomena, ki ga je lokalnost pridobila, je vlada nacionalnega ozemlja Chubut postavila mirovno sodišče, predstavništvo argentinske pomorske prefekture in državno šolo (ustanovljena leta 1914). Kasneje se je zgradila cerkev Device Marije nenehne pomoči, ki je delovala v negotovi zgradbi, pomagal pa ji je oče Juan Muzio, ki je prišel iz spodnje doline reke Chubut. Takrat je bil poleg tega ustanovljen še Socialno-športni klub Pirámides.
Železniška proga se je zaprla leta 1920. Mesto je takrat imelo približno 1200 prebivalcev. Število prebivalcev Puerto Pirámidesa se je zmanjševalo do 1970-ih, ko se je začel razvijati turizem.

## Dostop
Pred prihodom v Puerto Pirámides obstaja nadzor in se mora plačati takso (februar 2020), ki znaša 850 argentinskih pesosov za tujce, 450 za argentinske prebivalce in 130 za Chubutance. Nato je informacijski center za obiskovalce, ki ima toaletne prostore, brezžični internet, zemljevide, brošure in reference kraja ter razgledišče.

## Gospodarstvo
Puerto Pirámides je mesto s pretežno turistično dejavnostjo, katerega glavna atrakcija je opazovanje južnomorskega kita, ko se v zalivu sreča za parjenje in vzrejo. To je edino mesto v Argentini, ki ima takšne dejavnosti.
Puerto Pirámides je zdraviliško mesto z obsežnimi plažami, nežno nagnjenimi proti morju, zaščiteno z visokimi pečinami, ki spominjajo na piramide. Ima možnost vadbe potapljanja. Na plaži so tamariše in peščene sipine.
V času železnice je bila dejavnost pridobivanja kuhinjske soli glavna gospodarska os pristanišča.